# 168-й отдельный зенитный артиллерийский дивизион
168-й отдельный зенитный артиллерийский дивизион - воинская часть вооружённых сил СССР в Великой Отечественной войне. Имелось два различных формирования дивизиона.

## 168-й отдельный зенитный артиллерийский дивизион (изначально 10-й стрелковой дивизии)
В составе действующей армии с 22 июня 1941 года по 15 декабря 1941 года как 168-й отдельный зенитный артиллерийский дивизион, с 15 декабря 1941 по 23 марта 1942 года как 486-й отдельный зенитный артиллерийский дивизион, с 23 марта 1942 года по 9 мая 1945 года вновь как 168-й отдельный зенитный артиллерийский дивизион.
На 22 июня 1941 года входил в состав 10-й стрелковой дивизии, дислоцировался в 20-25 километрах от Кретинги в бывшем помещичьем имении 
С началом немецкого наступления в Прибалтике отступает в Эстонию и затем по берегу Финского залива к Ленинграду. В августе-сентябре 1941 года занимает позиции в Петергофе, отступает в направлении Ораниенбаума, откуда вместе с дивизией остатки дивизиона были перевезены в Ленинград. Дивизион был расформирован (официально с 15 декабря 1941 года), на его базе были сформированы 486-й отдельный зенитный артиллерийский дивизион и 334-я отдельная зенитная батарея 10-й стрелковой дивизии
В ноябре 1941 года передан на Волховский фронт, занял позиции в Маловишерском районе, где находится до июля 1942 года. 23 марта 1942 года дивизиону был возвращён прежний, 168-й номер.
В июле 1942 года передислоцирован в район Киришей. В конце 1943 года вновь передислоцирован на подступы к Новгороду, в январе-феврале 1944 года осуществляет противовоздушное прикрытие войск 59-й армии в ходе Ленинградско-Новгородской операции. Весной 1944 года передислоцирован в районе Нарвы. В июле 1944 года отправлен на Карельский перешеек, где принимает участие в Выборгской операции. По её окончании дислоцируется в районе Выборга до конца войны.

### Подчинение
| Подчинение      | Подчинение                                                 | Подчинение | Подчинение             | Подчинение              | Подчинение | Подчинение |
| Дата            | Фронт (округ)                                              | Армия      | Корпус                 | Дивизия                 | Бригада    | Примечания |
| --------------- | ---------------------------------------------------------- | ---------- | ---------------------- | ----------------------- | ---------- | ---------- |
| 22.06.1941 года | Северо-Западный фронт                                      | 8-я армия  | 10-й стрелковый корпус | 10-я стрелковая дивизия | -          | -          |
| 01.07.1941 года | Северо-Западный фронт                                      | 8-я армия  | 10-й стрелковый корпус | 10-я стрелковая дивизия | -          | -          |
| 10.07.1941 года | Северо-Западный фронт                                      | 8-я армия  | 10-й стрелковый корпус | 10-я стрелковая дивизия | -          | -          |
| 01.08.1941 года | Северный фронт                                             | 8-я армия  | 10-й стрелковый корпус | 10-я стрелковая дивизия | -          | -          |
| 01.09.1941 года | Ленинградский фронт                                        | -          | -                      | 10-я стрелковая дивизия | -          | -          |
| 01.10.1941 года | Ленинградский фронт                                        | 8-я армия  | 19-й стрелковый корпус | -                       | -          | -          |
| 01.11.1941 года | Ленинградский фронт                                        | -          | -                      | 10-я стрелковая дивизия | -          | -          |
| 01.12.1941 года | Ленинградский фронт                                        | 8-я армия  | -                      | 10-я стрелковая дивизия | -          | -          |
| 01.01.1942 года | Ленинградский фронт                                        | 8-я армия  | -                      | -                       | -          | -          |
| 01.02.1942 года | Волховский фронт                                           | -          | -                      | -                       | -          | -          |
| 01.03.1942 года | Волховский фронт                                           | 52-я армия | -                      | -                       | -          | -          |
| 01.04.1942 года | Волховский фронт                                           | 52-я армия | -                      | -                       | -          | -          |
| 01.05.1942 года | Ленинградский фронт (Группа войск Волховского направления) | 52-я армия | -                      | -                       | -          | -          |
| 01.06.1942 года | Ленинградский фронт (Волховская группа войск)              | 52-я армия | -                      | -                       | -          | -          |
| 01.07.1942 года | Волховский фронт                                           | 52-я армия | -                      | -                       | -          | -          |
| 01.08.1942 года | Волховский фронт                                           | 52-я армия | -                      | -                       | -          | -          |
| 01.09.1942 года | Волховский фронт                                           | 4-я армия  | -                      | -                       | -          | -          |
| 01.10.1942 года | Волховский фронт                                           | -          | -                      | -                       | -          | -          |
| 01.11.1942 года | Волховский фронт                                           | -          | -                      | -                       | -          | -          |
| 01.12.1942 года | Волховский фронт                                           | -          | -                      | -                       | -          | -          |
| 01.01.1943 года | Волховский фронт                                           | -          | -                      | -                       | -          | -          |
| 01.02.1943 года | Волховский фронт                                           | -          | -                      | -                       | -          | -          |
| 01.03.1943 года | Волховский фронт                                           | -          | -                      | -                       | -          | -          |
| 01.04.1943 года | Волховский фронт                                           | -          | -                      | -                       | -          | -          |
| 01.05.1943 года | Волховский фронт                                           | -          | -                      | -                       | -          | -          |
| 01.06.1943 года | Волховский фронт                                           | -          | -                      | -                       | -          | -          |
| 01.07.1943 года | Волховский фронт                                           | -          | -                      | -                       | -          | -          |
| 01.08.1943 года | Волховский фронт                                           | 59-я армия | -                      | -                       | -          | -          |
| 01.09.1943 года | Волховский фронт                                           | 59-я армия | -                      | -                       | -          | -          |
| 01.10.1943 года | Волховский фронт                                           | 59-я армия | -                      | -                       | -          | -          |
| 01.11.1943 года | Волховский фронт                                           | 59-я армия | -                      | -                       | -          | -          |
| 01.12.1943 года | Волховский фронт                                           | 59-я армия | -                      | -                       | -          | -          |
| 01.01.1944 года | Волховский фронт                                           | -          | -                      | -                       | -          | -          |
| 01.02.1944 года | Волховский фронт                                           | -          | -                      | -                       | -          | -          |
| 01.03.1944 года | Ленинградский фронт                                        | -          | -                      | -                       | -          | -          |
| 01.04.1944 года | Ленинградский фронт                                        | -          | -                      | -                       | -          | -          |
| 01.05.1944 года | Ленинградский фронт                                        | 8-я армия  | -                      | -                       | -          | -          |
| 01.06.1944 года | Ленинградский фронт                                        | 8-я армия  | -                      | -                       | -          | -          |
| 01.07.1944 года | Ленинградский фронт                                        | 8-я армия  | -                      | -                       | -          | -          |
| 01.08.1944 года | Ленинградский фронт                                        | 23-я армия | -                      | -                       | -          | -          |
| 01.09.1944 года | Ленинградский фронт                                        | 23-я армия | -                      | -                       | -          | -          |
| 01.10.1944 года | Ленинградский фронт                                        | 59-я армия | -                      | -                       | -          | -          |
| 01.11.1944 года | Ленинградский фронт                                        | 23-я армия | -                      | -                       | -          | -          |
| 01.12.1943 года | Ленинградский фронт                                        | 23-я армия | -                      | -                       | -          | -          |
| 01.01.1945 года | Ленинградский фронт                                        | 23-я армия | -                      | -                       | -          | -          |
| 01.02.1945 года | Ленинградский фронт                                        | 23-я армия | -                      | -                       | -          | -          |
| 01.03.1945 года | Ленинградский фронт                                        | 23-я армия | -                      | -                       | -          | -          |
| 01.04.1945 года | Ленинградский фронт                                        | 23-я армия | -                      | -                       | -          | -          |
| 01.05.1945 года | Ленинградский фронт                                        | 23-я армия | -                      | -                       | -          | -          |

## 168-й отдельный зенитный артиллерийский дивизион (изначально Гомельского бригадного района ПВО)
В составе действующей армии с 22 июня 1941 года по 23 сентября 1941 и с 3 октября 1941 по 7 июня 1942 года. Имел на вооружении зенитные 85-мм орудия
На 22 июня 1941 года дислоцируется в Гомеле, с первых дней войны отражает налёты вражеской авиации. В августе 1941 года отведён в тыл, в Орёл. На 1 октября в дивизионе насчитывалось 12 85-мм орудий, пулемётная установка (счетверённый пулемёт) на ЗИС-5 и пулемётная рота 
С началом операции «Тайфун» по-видимому частью не успевает эвакуироваться из Орла  попадает в окружение, за первую половину октября 1941 год только пропавшими без вести (вероятнее всего пленёнными) теряет более 170 человек (исходя из данных списка безвозвратных потерь 50-й армии за период с 3 октября 1941 года). Оставшаяся часть дивизиона отошла в направлении Тулы, при этом сохранив орудия и заняла позиции на шоссе от Мценска в Тулу, на южных окраинах города.
29 октября 1941 года на шоссе в районе Ново-Басово дивизион не пропустил танковую колонну противника, двигающуюся к Туле, и по оценке И.Б. Мощанского, сыграл главную роль в том, что танки противника с ходу не захватили Тулу. Но дивизион также понёс потери, были разбиты 4 орудия.
Во время обороны Тулы занимал позиции на южной окраине Тулы и отражает огнём вражеские танковые атаки, находясь в оперативном подчинении 1005-го стрелкового полка. На 7 ноября 1941 года насчитывал 8 76-мм (так в тексте документа) орудий   в ноябре передислоцирован в Венёв , где также, заняв позиции на подступах к городу, отражает атаки противника. Так, 24 ноября 1941 года 1-я батарея после 12—16 выстрелов уничтожила двухорудийную батарею у Хавки, затем перенесла огонь на танки и колонну автомашин с вражеской пехотой, уничтожив два танка, подбив пять танков и 10 автомашин, вынудив противника спешиться и залечь. В то же время, 2-я батарея дивизиона вела огонь по колонне автомашин с пехотой, наступавшей по шоссе от Берёзова на Венёв. Только за этот день воины дивизиона сбили 2 самолёта, подбили и уничтожили 9 танков, до 15 автомашин с пехотой, батарею и истребили более 600 солдат и офицеров противника.
После Тульской операции восстанавливается в Туле в течение декабря 1941 - февраля 1942 года, в феврале задержался с отбытием на 15 дней из-за отсутствия транспорта. С марта 1942 года продолжает действовать в интересах 50-й армии, дислоцируется в Мосальском районе (Васильевское)
Постановлением № ГОКО-1887сс от 6 июня 1942 года обращён на формирование 1275-го зенитного артиллерийского полка 
Командир дивизиона: старший лейтенант Трепов

### Подчинение
| Подчинение      | Подчинение        | Подчинение | Подчинение | Подчинение | Подчинение                     | Подчинение        |
| Дата            | Фронт (округ)     | Армия      | Корпус     | Дивизия    | Бригада                        | Примечания        |
| --------------- | ----------------- | ---------- | ---------- | ---------- | ------------------------------ | ----------------- |
| 22.06.1941 года | Западный фронт    | -          | -          | -          | Гомельский бригадный район ПВО | -                 |
| 01.07.1941 года | Западный фронт    | -          | -          | -          | Гомельский бригадный район ПВО | -                 |
| 10.07.1941 года | Западный фронт    | -          | -          | -          | Гомельский бригадный район ПВО | -                 |
| 01.08.1941 года | Центральный фронт | -          | -          | -          | Гомельский бригадный район ПВО | -                 |
| 01.09.1941 года | -                 | -          | -          | -          | -                              | точных данных нет |
| 01.10.1941 года | Брянский фронт    | 50-я армия | -          | -          | -                              | -                 |
| 01.11.1941 года | Брянский фронт    | 50-я армия | -          | -          | -                              | -                 |
| 01.12.1941 года | Брянский фронт    | 50-я армия | -          | -          | -                              | -                 |
| 01.01.1942 года | Западный фронт    | 50-я армия | -          | -          | -                              | -                 |
| 01.02.1942 года | Западный фронт    | 50-я армия | -          | -          | -                              | -                 |
| 01.03.1942 года | Западный фронт    | 50-я армия | -          | -          | -                              | -                 |
| 01.04.1942 года | Западный фронт    | 50-я армия | -          | -          | -                              | -                 |
| 01.05.1942 года | Западный фронт    | 50-я армия | -          | -          | -                              | -                 |
| 01.06.1942 года | Западный фронт    | 50-я армия | -          | -          | -                              | -                 |